# Nipponentomon kevani
Nipponentomon kevani är en urinsektsart som beskrevs av Josef Rusek 1974. Nipponentomon kevani ingår i släktet Nipponentomon och familjen lönntrevfotingar. Inga underarter finns listade i Catalogue of Life.